# 西ノルウェーフィヨルド群 - ガイランゲルフィヨルドとネーロイフィヨルド
西ノルウェーフィヨルド群 - ガイランゲルフィヨルドとネーロイフィヨルド（にしノルウェーフィヨルドぐん ガイランゲルフィヨルドとネーロイフィヨルド）は、ノルウェーにあるユネスコの世界遺産登録物件。
世界でも最大級の長さや深さを持つガイランゲル・フィヨルドやネーロイ・フィヨルドは、その独特の景観美で知られている。一帯にフィヨルドのほか、滝、河川、落葉樹林、針葉樹林、氷河湖、氷河、山などの景観が多く、海底モレーン、ティル、懸谷、河川争奪や海洋哺乳類も見られる。

## ガイランゲルフィヨルド
ガイランゲルフィヨルドは、ノルウェーのムーレ・オ・ロムスダール県の南端、南ムーレ地方（Sunnmøre）にあるフィヨルドである。ストールフィヨルド（Storfjord）の15 km に渡る支流であり、フィヨルドの最深部はガイランゲル村（Geiranger）にある。
ガイランゲルフィヨルドは、ノルウェー屈指の観光地であり、2005年にはネーロイ・フィヨルドとともにユネスコの世界遺産に登録された。しかし、フィヨルドを横切る電力線の建設計画が持ち上がっており、その地位が脅かされている。
ガイランゲルフィヨルドはフィヨルドを浸蝕しようとしているÅkerneset山からの恒常的な脅威にさらされている。これはいずれガイランゲルやヘルシルトなどを含む周辺町村を10分で飲み込む津波を惹き起こす恐れがある。
フィヨルドの側面に沿って、現在では廃れてしまった農園がいくつもあるが、その中にはStorfjordens vennerという団体によって修復されたものがある。それらの中でも、観光客がよく訪れるのはSkageflåやKnivsflåなどで、特に前者は、ガイランゲルから徒歩でもいけるだろう。その代わり、他の農園には遊覧船を使う必要がある。ガイランゲルとヘルシルト間にはFjord1による遊覧船が出ている。

### 滝

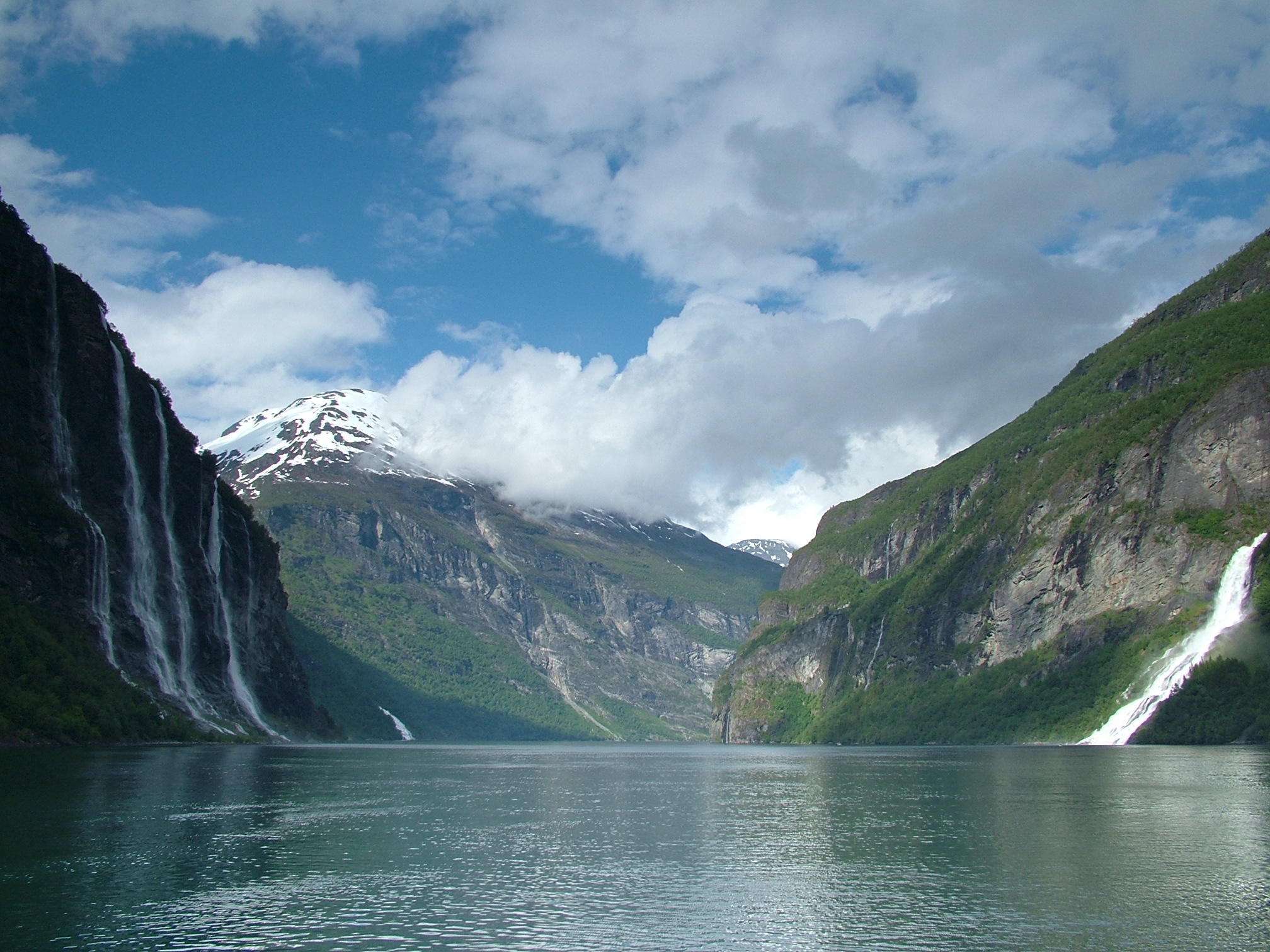
「七姉妹」（左）と「求婚者」（右）

ガイランゲルフィヨルドには、印象的な滝もある。特に有名なのは「七姉妹」と「求婚者」である。このふたつの滝はフィヨルドをはさんで向かい合っており、言い伝えでは「求婚者」は対面の「七姉妹」に言い寄ろうとしているのだという。
「花嫁のベール」と呼ばれる滝もある。これは岩の端を繊細に流れ、太陽の光で照らされると岩肌の上に薄いベールがかかっているように見えることからその名がある。

## 登録対象
緑色がガイランゲルフィヨルド、青色がネーロイフィヨルド。
| 名称                                 | 英語名（UNEPによる）                                   | IUCN分類          | 面積      |
| ------------------------------------ | ------------------------------------------------------ | ----------------- | --------- |
| Hyskjet自然保護区                    | Hyskjet Nature Reserve                                 | I（自然保護地域） | 52 ha     |
| Kallskaret自然保護区                 | Kallskaret Nature Reserve                              | I（自然保護地域） | 90 ha     |
| Geiranger-Herdalen景観保護地域（案） | Geiranger-Herdalen Protected Landscape Area (proposed) | V（景観保護地域） | 49,745 ha |
| Hatle-Styve 天然記念物               | Hatle-Styve Natural Monument                           | III（天然記念物） | 0ha       |
| Grånosmyrane 自然保護区              | Grånosmyrane Nature Reserve                            | I（自然保護地域） | 357 ha    |
| Nordheimsdalen 自然保護区            | Nordheimsdalen Nature Reserve                          | I（自然保護地域） | 1,330 ha  |
| Bleia 自然保護区（案）               | Bleia Nature Reserve (proposed)                        | I（自然保護地域） | 2,180 ha  |
| Bleia-Storebotnen 景観保護地域（案） | Bleia-Storebotnen Protected Landscape Area (proposed)  | V（景観保護地域） | 6,595 ha  |
| ネーロイフィヨルド景観保護地域       | Nærøyfjorden Protected Landscape Area                  | V（景観保護地域） | 57,884 ha |

## 登録基準
この世界遺産は世界遺産登録基準のうち、以下の条件を満たし、登録された（以下の基準は世界遺産センター公表の登録基準からの翻訳、引用である）。
- (7) ひときわすぐれた自然美及び美的な重要性をもつ最高の自然現象または地域を含むもの。
- (8) 地球の歴史上の主要な段階を示す顕著な見本であるもの。これには生物の記録、地形の発達における重要な地学的進行過程、重要な地形的特性、自然地理的特性などが含まれる。